# Roses Are Red
"Roses Are Red" é um poema de amor e rima infantil com o número Roud Folk Song Index 19798.  Tornou-se um clichê para o Dia dos Namorados e gerou várias variantes humorísticas e paródicas.
Uma versão padrão moderna é:
Roses are red

  Violets are blue,

Sugar is sweet

  And so are you.

## Origens
A rima baseia-se em convenções poéticas que são rastreáveis desde o épico de Edmund Spenser,  A Rainha das Fadas, de 1590:
It was upon a Sommers shynie day,

When Titan faire his beames did display,

In a fresh fountaine, farre from all mens vew,

She bath'd her brest, the boyling heat t'allay;

She bath'd with roses red, and violets blew,

And all the sweetest flowres, that in the forrest grew.
Uma rima semelhante à versão padrão moderna pode ser encontrada em Gammer Gurton's Garland, uma coleção de 1784 de cantigas de roda publicadas em Londres por Joseph Johnson:
The rose is red, the violet's blue,

The honey's sweet, and so are you.

Thou are my love and I am thine;

I drew thee to my Valentine:

The lot was cast and then I drew,

And Fortune said it shou'd be you.
Victor Hugo provavelmente estava familiarizado com Spenser, mas pode não ter conhecido a canção de ninar inglesa quando publicou seu romance Les Misérables em 1862. Uma música do personagem Fantine contém este refrão:
Les bleuets sont bleus, les roses sont roses,

Les bleuets sont bleus, j'aime mes amours.
Em sua tradução para o inglês publicada no mesmo ano, Charles Edwin Wilbour traduziu isso como:
Violets are blue, roses are red,

Violets are blue, I love my loves.
Esta tradução substitui as centáureas da versão original por violetas e torna as rosas vermelhas em vez de rosa, efetivamente tornando a música mais próxima da canção de ninar inglesa.

## Folclore
O poema curto desde então se tornou um snowclone, e inúmeras versões satíricas circulam há muito tempo no folclore infantil. Entre elas:
Roses are red.

Violets are blue.

Onions stink.

And so do you.
O cantor de música country Roger Miller parodiou o poema em um verso de seu hit de 1964 "Dang Me":

They say roses are red and violets are purple

Sugar's sweet and so is maple syruple. [sic]
O filme Horse Feathers dos Irmãos Marx tem Chico Marx descrevendo os sintomas da cirrose assim::
Cirrhosis are red,

so violets are blue,

so sugar is sweet,

so so are you.
A versão de Benny Hill:

Roses are yellow

Violets are bluish

If it weren't for Christmas

We'd all be Jewish.